# Tempio di Diana (Roma)
Il tempio di Diana si trovava al centro dell'Aventino a Roma ed era dedicato a Diana, dea della caccia.

## Descrizione
La sua pianta ci è nota dalla Forma Urbis Severiana, che si trovava tra via San Domenico e l'omonima chiesa, fu costruito come un santuario federale dei Latini da Servio Tullio (tendenzialmente al posto del tempio di Diana Aricina), venne rifatto da Lucio Cornificio dopo il 36 a.C.
Il suo aspetto era simile a quello di altri santuari di Artemide-Diana, in particolare l'Artemision di Efeso, mentre la statua di culto arcaico assomigliava a quella trovata all'Artemision di Marsiglia, che doveva derivare pure dal modello efesino.
Si trattava di un grande tempio ottastilo con due ordini di colonne lungo i lati, simile in pianta all'Artemision di Efeso. Le mura perimetrali della cella sono tuttora custodite all'interno di una delle sale di un ristorante.
Il tempio era circondato da un portico a due ordini di colonne.
Nel 123 a.C. cercarono inutilmente rifugio in questo tempio Gaio Sempronio Gracco e i suoi sostenitori, durante la fuga da Roma.